# فرودگاه راماگوندام
 فرودگاه راماگوندام (به انگلیسی: Ramagundam Airport) یک فرودگاه همگانی با کد یاتا RMD است که یک باند فرود آسفالت دارد و طول باند آن ۱۷۴۰ متر است. این فرودگاه در کشور هند قرار دارد و در ارتفاع ۴۶ متری از سطح دریا واقع شده است.